# Ligia Bonetti
Ligia Consuelo Bonetti Du-Breil (Santo Domingo, Distrito Nacional; 27 de marzo de 1968), antes conocida como Ligia Consuelo Bonetti Du-Breil de Valiente cuando se estaba casada, es una mujer de negocios  de República Dominicana y dama de la Orden Militar Soberano de Malta desde 1999. Ha sido presidenta  y directora ejecutiva de Grupo SID, desde en enero del 2015.
Bonetti  fue la presidenta de la Asociación de Industrias de la República Dominicana y miembro del Consejo Académico Empresarial de la Barna Business School. También ha sido presidenta de la Asociación Nacional de Jóvenes Empresarios.
Nació en Santo Domingo el 29 de marzo en el 1968 en una familia con una larga tradición empresarial. Su carrera comenzó desde muy joven, lo que le permitió adquirir una visión integral del negocio y las competencias necesarias para liderar la organización en un entorno altamente competitivo. Es reconocida por su enfoque innovador y su compromiso con la sostenibilidad y la responsabilidad social empresarial. Ha sido una ferviente promotora de prácticas empresariales responsables y de iniciativas que fomentan el desarrollo comunitario y el bienestar social.
Ligia Bonetti es vista como una de las figuras más influyentes en el ámbito empresarial de la República Dominicana, destacándose no solo por su capacidad de gestión, sino también por su liderazgo visionario y su dedicación a la mejora continua de su país.

## Educación
Cursó sus estudios primarios y secundarios en el Colegio Carol Morgan y sus estudios universitarios en Wheaton College, Estados Unidos, donde se graduó como Licenciada en Economía.  Ha realizado estudios en Mercadeo en la Escuela de Negocios de Wharton en la Universidad de Pensilvania y en el programa de CEO Management de la Universidad Northwestern en Chicago.  
Su más reciente formación fue en el 2022 en el curso "Economics of Blockchain and Digital Assets" en Wharton Executive Education de la Universidad de Pensilvania.  
Realizó un Curso de Gobierno Corporativo la Escuela de Negocios Wharton de la Universidad de Pensilvania.
Posee desde el 2016 un doctorado honoris causa en Leyes en Wheaton College, Estados Unidos.  

## Vida Laboral
Laboró en el Chase Manhattan Bank por un período de 3 años, como Gerente de Cuentas Corporativas y Multinacionales, participando en un entrenamiento en el New York Chase Development Center, para luego continuar sus funciones en Santo Domingo. 
A su salida del sector bancario ingresa en el 1994 como Gerente Administrativa en Macro IKS, compañía dedicada a la comercialización de los productos en los sectores industriales y de foodservices establecimiento alianzas estratégicas con multinacionales.
En el 1997 se integra a MercaSID, en ese momento Sociedad Industrial Dominicana, ocupando distintas posiciones en las áreas de compras, mercadeo y la Vicepresidencia de Negocios de las Divisiones Industrias, Foodservice y Marcas Importadas.
En el 2015 es nombrada Presidente Ejecutiva de Grupo SID. De esta forma Ligia Bonetti inicia el liderazgo de la tercera generación de este grupo empresarial que agrupa varias empresas líderes en distintos sectores, incluyendo alimentos, bebidas, productos de consumo masivo, plantaciones agroindustriales y deporte.
Bonetti continúa el legado de sus antecesores al frente del Grupo SID, una de las corporaciones más importantes del país, Además de su rol en el conglomerado empresarial, ha participado activamente en diversas organizaciones empresariales y filantrópicas, formando parte de varios consejos de administración, fundaciones y alianzas público-privadas que apoyan el desarrollo económico y social del país.
Desde el 2016 es Coronel del Cuerpo de Bomberos de Santo Domingo, Distrito Nacional, con la condecoraciones:
- Servicio distinguido, otorgada en el 2019
- Eficiencia en el servicio, otorgada en el 2019
- Honor y mérito, otorgada en el 2022
- Mérito bombero, otorgada en el 2023

## Organizaciones
Ha participado en organizaciones empresariales. Ha sido miembro del Consejo de Directores de la Fundación Institucionalidad y Justicia, Inc. (FINJUS), de la Fundación Dominicana de Desarrollo (FDD) y miembro del Consejo Nacional de la Empresa Privada (CONEP); es pasada presidente de la Asociación Nacional de Jóvenes Empresarios (ANJE) y de la Asociación de Industrias de la República Dominicana (AIRD). 
En el 2017, fue nombrada por el presidente de la República Danilo Medina en el Consejo Nacional de Competitividad, como Asesora Industrial del Poder Ejecutivo puesto que aún ostenta bajo el nombramiento del presidente de Luis Abinader. También, fue elegida como miembro del consejo directivo de la Cámara Americana de Comercio (AMCHAMRD) para el periodo 2019-2022 y 2022-2025.  
Es miembro del Grupo de los Cincuenta (G-50), organización sin fines de lucro que agrupa los principales empresarios latinoamericanos, auspiciado por el Carnegie Endowment for International Peace. También es miembro de Young Presidents Organization (YPO) desde el 2015. 
Formó parte por un período de siete años del Consejo de Directores de Acción Pro Educación y Cultura (APEC). Es miembro del Consejo Académico Empresarial de Barna Management School y  fue miembro de la Junta Directiva de EDUCA.

## Reconocimientos
A lo largo de su carrera, Ligia Bonetti ha recibido numerosos reconocimientos por sus contribuciones al sector empresarial y a la sociedad. En 2024 fue  reconocida como una de las 100 personas más influyentes de Latinoamérica, siendo una de las única 7 incluidas en este ranking de la República Dominicana. Ha figurado en la primera posición en el ranking de Mujeres de Poder y Éxito de la Revista Mercado en varias ocasiones.Desde el año 1999 fue investida con el título de Dama de la Soberana Orden de Malta. Ha sido reconocida por sus diversas contribuciones como Joven Sobresaliente (Jaycees’72), Reconocimiento a la Mujer Dominicana por el Senado de la República y recibió un doctorado honoris causa en Leyes de la Universidad Wheaton College en Massachusetts. En 2012 recibió el reconocimiento Ateneo Dominicano por aportes Culturales, Sociales y Políticos.
Adicionalmente ha sido reconocida como una de los 100 empresarios destacados de América Latina, en el 2015 fue escogida por la Revista Forbes, como una de las más influyentes mujeres líderes en la República Dominicana y por varios años consecutivos ha quedado en la primera posición en el ranking de Mujeres de Poder y Éxito de la Revista Mercado. En 2017 fue reconocida por el Instituto de Formación Técnico Profesional (INFOTEP), por su aporte y contribución al avance y desarrollo del sector empresarial y a la formación de técnicos profesionales en la República Dominicana.
En el 2019, recibió el reconocimiento de Honor al Mérito Ciudadano por Iniciática PRO-RD y el Premio Nacional a la Mujer Portuaria por parte de Ministerio de la Mujer y al Autoridad Portuaria Dominicana.  Ese mismo año fue reconocida en el homenaje de la Mujer Iberoamericana del Consejo Empresarial Alianza por Iberoamérica CEAPI, por su contribución en el ámbito social y empresarial. Además, en el 2019 recibe Medalla Servicio Distinguido, Cinta Verde y la Medalla de Bronce, Eficiencia en el Servicio, Cinta Azul. En noviembre del mismo año fue reconocida como Munícipe Distinguida de la Ciudad de Santo Domingo por el Ayuntamiento del Distrito Nacional.
En el 2021 fue reconocida con el galardón "Person of the Year" por Cannes Dominicana otorgado a partir de votos de otros nominados y ganadores anteriores de estos premios. En el 2022 recibió la Medalla Honor y Mérito, Cinta Azul Oscuro por parte del Cuerpo de Bomberos de Santo Domingo, D.N. y además fue reconocida como Ejecutiva del Año por la Revista Contacto. En 2023, es reconocida como uno de los líderes empresariales con mejor reputación en la República Dominicana por Merco.

## Colaboraciones Público-Privadas
Ligia Bonetti ha jugado un papel activo en la colaboración entre el sector público y privado. Fue nombrada Asesora Industrial del Poder Ejecutivo en el Consejo Nacional de Competitividad. Su compromiso con el desarrollo económico y social del país se refleja en su participación en estos y otros proyectos de colaboración público-privada.
Desde el 2017 es Tesorera del Fideicomiso de la Brigada Empresarial de los Bomberos del Distrito Nacional y ostenta el rango de Coronel Voluntario del Cuerpo de Bomberos de Santo Domingo, Distrito Nacional.
En el 2020 se integró como coordinadora por el Sector Externo de La Comisión Multisectorial Marca País, creado mediante el decreto 466-20, por el presidente Luis Abinader para la coordinación, elaboración y ejecución de la estrategia Marca País de la República Dominicana.
De igual forma, en el 2020 se convirtió en Miembro de la Mesa Presidencial de la Industrialización.